# Tabaré Larre Borges
Tabaré Larre Borges Gallarreta (Montevidéu, 6 de janeiro de 1922) é um ex-basquetebolista uruguaio que integrou a Seleção Uruguaia que disputou os XV Jogos Olímpicos de Verão em 1952 realizados em Helsínquia, Finlândia.